# Поэзия (клуб)
Клуб «Поэзия» — литературно-художественное объединение, возникшее в Москве в 1985 году и объединившее широкий круг московских неподцензурных поэтов поколения 30-летних. Первым руководителем Клуба был литератор Леонид Жуков, сумевший зарегистрировать его и добиться возможности проводить платные выступления участников. В дальнейшем руководство Клубом перешло к Игорю Иртеньеву (президент клуба) и Геннадию Кацову (директор клуба). В 1988 году клуб «Поэзия» утратил юридический статус, однако продолжал проводить различные акции до середины 1990-х годов, прекратив своё существование со смертью ставшей его неформальным лидером Нины Искренко: по выражению Евгения Бунимовича, «Нина ушла — и праздника не стало».

## Участники
Первоначальное ядро Клуба составили участники поэтической студии Кирилла Ковальджи, действовавшей с 1980 года при журнале «Юность», в том числе Юрий Арабов, Владимир Аристов, Вилли Брайнин-Пассек, Евгений Бунимович, Владимир Друк, Александр Ерёменко, Игорь Иртеньев, Нина Искренко, Геннадий Кацов, Виктор Коркия, Александр Лаврин, Александр Левин, Света Литвак, Павел Митюшёв, Юлия Немировская, Алексей Парщиков, Владимир Строчков, Владимир Тучков, Марк Шатуновский, Владимир Эфроимсон. Членами Клуба были Лев Рубинштейн, Сергей Гандлевский, Александр Сопровский, редакторы альманаха «Эпсилон-салон» Николай Байтов, Александр Бараш, а также Андрей Туркин и Юлий Гуголев. Из авторов более старшего поколения заметным участником Клуба стал Дмитрий Александрович Пригов.
По воспоминаниям Д. А. Пригова:

<…> здесь сошлись, действительно, весьма различные поэтические «тусовки» тогдашней Москвы, изобиловавшей кружками, студиями и прочими местами сборищ пишущих и слушавших. Сошлись, в большинстве своем, не анахореты и одиночки, но различные группы пишущих, тесно спаянных достаточно долгим сроком совместного существования в подполье и полу-подполье.

По воспоминаниям Ю. Арабова:
Были ли мы, еще молодые художники, единым организмом во второй половине 80-х? Не знаю, не уверен. Но общее тело у нас существовало. Оно звалось клубом «Поэзия» и являлось одним из самых значительных феноменов того времени хотя бы потому, что летучий клуб собрал под свою невидимую крышу весь московский андеграунд: от Дм. Пригова и концептуалистов с одной стороны и метареалистов в лице И. Жданова и А. Еременко — с другой. Собственно говоря, большинство московских поэтов, кому сейчас за 50, вышло именно из этого неформального клуба. Помню, как в него вступал, представив свои рукописи худсовету (а был у нас и такой советский атавизм) парень по фамилии Запоев. Стихи были про детство Ульянова-Ленина. Пригов был в восторге, и Запоев был принят в члены клуба без лишнего шума. Через месяц он решил сменить свою фамилию на более благозвучную, и среди нас появился вдруг Тимур Кибиров… И когда сегодня я встречаюсь с членом московской Думы депутатом от «Яблока» Е. Бунимовичем, то вспоминаю, что он тоже — поэт и тоже вышел из упомянутого клуба… И Вилли Брайнин-Пассек оттуда же. Пусть он ничего об этом и не пишет в своём предисловии к книге стихов, но от человека, который никогда не запирал дверь своей квартиры, можно ждать чего угодно.

К Клубу примыкали, на основаниях личной дружбы, поэты Иван Жданов и Ольга Седакова, прозаик Александр Кабаков, драматург Мария Арбатова, культуролог Михаил Эпштейн, музыканты Сергей Летов и Аркадий Фримэн, художник Георгий Кизевальтер и другие деятели неофициальной культуры. В работе Клуба принимали участие некоторые иногородние авторы; отделения и филиалы Клуба создавались в Ленинграде (где под руководством художника Сергея Ковальского работа протекала преимущественно в области визуального искусства), Свердловске (Виталий Кальпиди), Калуге (Валерий Сафранский).

## Акции
Шумным эффектом ознаменовалось первое публичное мероприятие, проведённое Клубом летом 1987 года, — вечер поэзии в клубе фабрики «Дукат», к участию в котором были привлечены также рок-музыканты и художники из групп «Мухоморы» и «Медицинская Герменевтика». По свидетельству Владислава Кулакова,

деликатные любители поэзии штурмовали черный ход и окна клуба, как рок-фанаты на концерте заезжего кумира.

По воспоминаниям открывавшего вечер Кирилла Ковальджи,

работало телевидение, аудитория упивалась поэтической, художнической и музыкальной фрондой около четырех часов. Мне выпало удовольствие открыть тот вечер. Казалось, это триумф «новой волны» русской поэзии. Буквально на второй день начались неприятности. Меня вызывали в «инстанции» для объяснений, а материал, отснятый для телевидения, так и не попал в эфир (не знаю — сохранился ли он вообще).

В дальнейшем наиболее заметной формой публичной деятельности Клуба стали литературные и окололитературные перформансы, движущей силой которых была Нина Искренко. Как полагает Евгений Бунимович,

из последних акций наиболее запала в души москвичей и гостей столицы «заключительная акция по подведению итогов коллективного бездействия» в очереди перед московским «Макдональдсом» (1991, автор — Нина Искренко). Акция закончилась во дворе Литинститута принятием в члены клуба А. И. Герцена с одновременным вручением ему переходящего знамени клуба, которое ему удалось удержать до рассвета. Существенный резонанс имели Первые Ерофеевские чтения в вагоне электрички «Москва — Петушки» (авторы — Павел Митюшёв и Владимир Тучков), а также Альтернативные Ерофеевские чтения «В поисках Московского Кремля» (авторы — Павел Митюшёв и Нина Искренко).